# کوان کاتر
کوان کاتر (انگلیسی: Kavan Cotter؛ زادهٔ ۳ مهٔ ۱۹۹۹) بازیکن فوتبال اهل بریتانیا است.
از باشگاه‌هایی که در آن بازی کرده‌است می‌توان به باشگاه فوتبال لوتون تاون اشاره کرد.